# غریبه‌ای در میان ما
غریبه‌ای در میان ما (انگلیسی: A Stranger Among Us) فیلمی در ژانر درام به کارگردانی سیدنی لومت است که در سال ۱۹۹۲ منتشر شد.

## بازیگران
- ملانی گریفیث
- جان پنکاو
- تریسی پولن
- مایا سارا
- جیمی شریدن
- جیمز گاندولفینی
- جیک وبر
- کریستوفر کالینز
- دیوید مارگولیس
- رینا سافر